# Grivna ucraina
La grivna (in ucraino гривня?, hryvnja, AFI: /ˈɦrɪu̯nʲɑ/; al plurale гривні, hryvni; genitivo plurale гривень, hryven') è la moneta ufficiale dell'Ucraina dal 1996, quando ha rimpiazzato il karbovanec', la valuta temporanea usata dopo che l'Ucraina uscì dall'Unione Sovietica e dalla zona monetaria del rublo.
La parola гривня hryvnja «grivna» è talvolta traslitterata erroneamente come hryvna, parola che ha un altro senso in ucraino. La grivna è suddivisa in 100 copechi (копійок, kopijok; al singolare копійка, kopijka).
Il simbolo della grivna è una lettera corsiva ucraina, la Г, con due linee orizzontali (₴) che rappresentano la stabilità come per l'euro (€) o lo yen (¥). In ucraino гривня 'grivna' è abbreviato con «грн.». La valuta ha come codice ISO 4217 «UAH» o ancora «980».
Durante il periodo zarista, la grivna, o per meglio dire la doppia grivna, era una moneta d'argento del valore di 20 copechi, cioè un quinto di rublo nella Russia. In questa accezione è citata più volte anche nei racconti di Čechov e Gogol'.

## Banconote e monete

### Monete attuali
| |                                 | 1 copeco   | 16 mm    | 1,5 g              | Acciaio inossidabile                       | Liscio                                                         | Valore Ornamenti                                                                                         | Stemma dell'Ucraina                                                                                               | 1992-2016 | 2 settembre 1996 | Non emesse dal 1º luglio 2018. Ritirate dalla circolazione il 1º ottobre 2019.                                                     |
| |                                 | 2 copechi  | 17,30 mm | 0,64 g (1992-1996) | Alluminio (1992-1996)                      | Liscio                                                         | Valore Ornamenti                                                                                         | Stemma dell'Ucraina                                                                                               | 1992-2014 | 2 settembre 1996 | Non emesse dal 1º luglio 2018. Ritirate dalla circolazione il 1º ottobre 2019.                                                     |
| 1,8 g (dal 2001) | Acciaio inossidabile (dal 2001) | 2 copechi  | 17,30 mm |                    |                                            | Liscio                                                         | Valore Ornamenti                                                                                         | Stemma dell'Ucraina                                                                                               | 1992-2014 | 2 settembre 1996 | Non emesse dal 1º luglio 2018. Ritirate dalla circolazione il 1º ottobre 2019.                                                     |
| |                                 | 5 copechi  | 24 mm    | 4,3 g              | Acciaio inossidabile                       | Zigrinato                                                      | Valore Ornamenti                                                                                         | Stemma dell'Ucraina                                                                                               | 1992-2015 |                  | Non emesse dal 1º luglio 2018. Ritirate dalla circolazione il 1º ottobre 2019.                                                     |
| |                                 | 10 copechi | 16,3 mm  | 1,7 g              | Ottone (1992-1996) Cuprallumini (dal 2001) | Zigrinato                                                      | Valore Ornamenti                                                                                         | Stemma dell'Ucraina                                                                                               | dal 1992  | 2 settembre 1996 | |
| |                                 | 25 copechi | 20,8 mm  | 2,9 g              | Ottone (1992-1996) Cuprallumini (dal 2001) | Zigrinato e liscio a settori                                   | Valore Ornamenti                                                                                         | Stemma dell'Ucraina                                                                                               | 1992-2016 | 2 settembre 1996 | Non emesse dal 1º luglio 2018. Hanno smesso di avere valore legale in Ucraina con il ritiro dalla circolazione il 1º ottobre 2020. |
| |                                 | 50 copechi | 23 mm    | 4,2 g              | Ottone (1992-1996) Cuprallumini (dal 2001) | Zigrinato e liscio a settori                                   | Valore Ornamenti                                                                                         | Stemma dell'Ucraina                                                                                               | dal 1992  | 2 settembre 1996 | |
| |                                 | 1 grivna   | 26 mm    | 7,1 g (1995-1996)  | Ottone (1995-1996)                         | Inscrizione: "ОДНА ГРИВНЯ" Data di conio                       | Valore Ornamenti                                                                                         | Stemma dell'Ucraina                                                                                               | 1995-2013 | 12 marzo 1997    | in circolazione, nuovo design introdotto nel 2018                                                                                  |
| 6,9 g (dal 2001) | Cuprallumini (dal 2001)         | 1 grivna   | 26 mm    |                    |                                            | Inscrizione: "ОДНА ГРИВНЯ" Data di conio                       | Valore Ornamenti                                                                                         | Stemma dell'Ucraina                                                                                               | 1995-2013 | 12 marzo 1997    | in circolazione, nuovo design introdotto nel 2018                                                                                  |
| |                                 | 1 grivna   | 26 mm    | 6,8 g              | Cuprallumini                               | Liscio con la scritta incusa ("ОДНА · ГРИВНЯ · Data di conio") | Iscrizione: Stemma dell'Ucraina; УКРАЇНА 1 ГРИВНЯ; data di conio all'interno di una ghirlanda decorativa | Figura a mezzo busto di Volodymyr il Grande che tiene in mano un modello di chiesa e un bastone con legenda sopra | 2004-2016 | 2004             | in circolazione, nuovo design introdotto nel 2018                                                                                  |
| |                                 | 1 grivna   | 18,9 mm  | 3,3 g              | Acciaio nichelato                          | Zigrinato                                                      | Stemma dell'Ucraina Valore Ornamenti                                                                     | Vladimir il Grande                                                                                                | 2018      | 2018             | In circolazione |
| |                                 | 2 grivne   | 20,2 mm  | 4,0 g              | Acciaio nichelato                          | Zigrinato                                                      | Stemma dell'Ucraina Valore Ornamenti                                                                     | Jaroslav il Saggio                                                                                                | 2018      | 2018             | In circolazione |
| |                                 | 5 grivne   | 22,1 mm  | 5,2 g              | Acciaio nichelato                          | Segmentato (bordi lisci e zigrinati)                           | Stemma dell'Ucraina Valore Ornamenti                                                                     | Bohdan Khmelnytsky                                                                                                | 2019      | 2019             | In circolazione |
| |                                 | 10 grivne  | 23,5 mm  | 6,4 g              | Lega di zinco nichelata                    | Zigrinato                                                      | Stemma dell'Ucraina Valore Ornamenti                                                                     | Ivan Mazepa | 2020      | 2020             | In circolazione |
| Queste immagini sono in una scala di 2,5 pixel per millimetro, uno standard di Wikipedia per le monete mondiali. Per altre informazioni vedi tavole monete. |                                 |            |          |                    |                                            |                                                                | | |           |                  | |

### Banconote attuali
| Nome Banknotes e dimensione | Immagine             | Immagine             | Colore principale | Descrizione                                    | Descrizione                                                     | Data di           | Data di         |
| Nome Banknotes e dimensione | Immagine             | Immagine             | Colore principale | Fronte                                         | Retro                                                           | immissione        | ritiro          |
| --- | -------------------- | -------------------- | ----------------- | ---------------------------------------------- | --------------------------------------------------------------- | ----------------- | --------------- |
| ₴1 118 × 63 mm | 1 hryvnia obverse    | 1 hryvnia reverse    | Giallo - blu      | Vladimir I di Kiev (c. 958 – 1015).            | Muro della fortezza di Vladimir I a Kiev.                       | 22 maggio 2006    | 1 ottobre 2020  |
| ₴2 118 × 63 mm | 2 hryvni obverse     | 2 hryvni reverse     | Arancione         | Jaroslav I di Kiev (c. 978 – 1054).            | Cattedrale di Santa Sofia a Kiev.                               | 24 settembre 2004 | 1 ottobre 2020  |
| ₴5 118 × 63 mm | 5 hryven' obverse    | 5 hryven' reverse    | Blu               | Bohdan Chmel'nyc'kyj (c. 1595 – 1657).         | Chiesa del villaggio di Subotiv.                                | 14 giugno 2004    | 1 ottobre 2020  |
| ₴10 124 × 66 mm | 10 hryven' obverse   | 10 hryven' reverse   | Cremisi           | Ivan Mazeppa (1639 – 1709).                    | Cattedrale della Dormizione del Monastero delle grotte di Kiev. | 1º novembre 2004  | 1 ottobre 2020  |
| ₴20 130 × 69 mm | 20 hryven' obverse   | 20 hryven' reverse   | Verde             | Ivan Franko (1856 – 1916)                      | Teatro dell'opera e del balletto di Leopoli.                    | 1º dicembre 2003  | in circolazione |
| ₴50 136 × 72 mm | 50 hryven' obverse   | 50 hryven' reverse   | Violetto          | Mychajlo Serhijovyč Hruševs'kyj (1866 – 1934). | Central'na Rada di Kiev.                                        | 29 marzo 2004     | in circolazione |
| ₴100 142 × 75 mm | 100 hryven' obverse  | 100 hryven' reverse  | Oliva             | Taras Hryhorovyč Ševčenko (1814 – 1861).       | Colline di Čerkasy con la figura di un kobzar.                  | 20 febbraio 2006  | in circolazione |
| ₴200 148 × 75 mm | 200 hryven' obverse  | 200 hryven' reverse  | Rosa              | Lesja Ukraïnka (1871 – 1913).                  | Entrata del Castello di Luc'k.                                  | 28 maggio 2007    | in circolazione |
| ₴500 154 × 75 mm | 500 hryven' obverse  | 500 hryven' reverse  | Marrone           | Hryhorij Savyč Skovoroda (1722 – 1794).        | Università Nazionale di Kyiv Mohyla Accademia.                  | 15 settembre 2006 | in circolazione |
| ₴1000 160 × 75 mm | 1000 hryven' obverse | 1000 hryven' reverse | Blu               | Vladimir Ivanovič Vernadskij (1863 – 1945).    | Accademia nazionale delle scienze dell'Ucraina                  | 25 ottobre 2019   | in circolazione |
| Queste immagini sono scalate a 0,7 pixel per millimetro, uno standard di Wikipedia per le banconote mondiali. Per altre informazioni vedi tabella con le specifiche delle banconote. |                      |                      |                   |                                                |                                                                 |                   |                 |